# Indienpirol

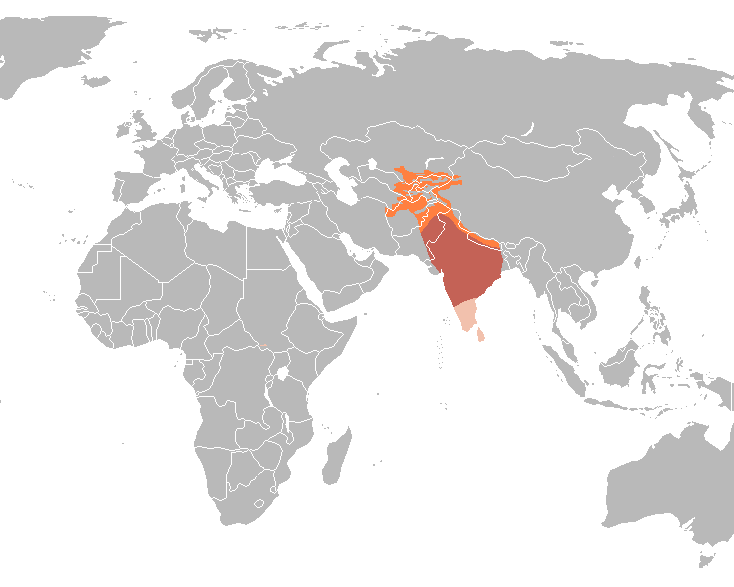
Verbreitungsgebiet des Indienpirols
Orange: Sommer-Brutgebiet,
Rot: ständiger Aufenthalt,
Pink: Einzugsgebiet im Winter

Der Indienpirol (Oriolus kundoo) ist ein in Asien vorkommender Singvogel aus der Gattung der Eigentlichen Pirole (Oriolus) innerhalb der Familie der Pirole (Oriolidae). Ursprünglich wurde der Indienpirol als Unterart des in Europa verbreiteten Pirols (Oriolus oriolus) angesehen, bis er 2005 von der US-amerikanischen Ornithologin Pamela C. Rasmussen als eigenständige Art erkannt wurde.

## Merkmale
Der Indienpirol erreicht eine Körperlänge von ca. 25 Zentimetern und ein Gewicht von 60 bis 95 Gramm. Zwischen den Geschlechtern besteht ein deutlicher Sexualdimorphismus. Die Männchen haben einen leuchtend gelben Rumpf und schwarze Flügeldecken mit einem gelben Fleck. Vom Schnabelansatz erstreckt sich ein schmaler, schwarzer Zügel, der leicht über das Auge hinaus reicht. Die Schwanzfedern sind schwarz und zeigen zwei gelbe Außenfedern. Weibchen sind auf der Oberseite olivgrün gefärbt, die cremefarbene Unterseite ist leicht bräunlich gesprenkelt. Beide Geschlechter zeigen einen rosa bis rotbraunen Schnabel. Beine und Krallen sind grau gefärbt. Die Augen haben eine rötliche Iris. Jungvögel ähneln farblich den Weibchen, unterscheiden sich jedoch durch eine starke dunkelbraune Sprenkelung auf Brust und Bauch.

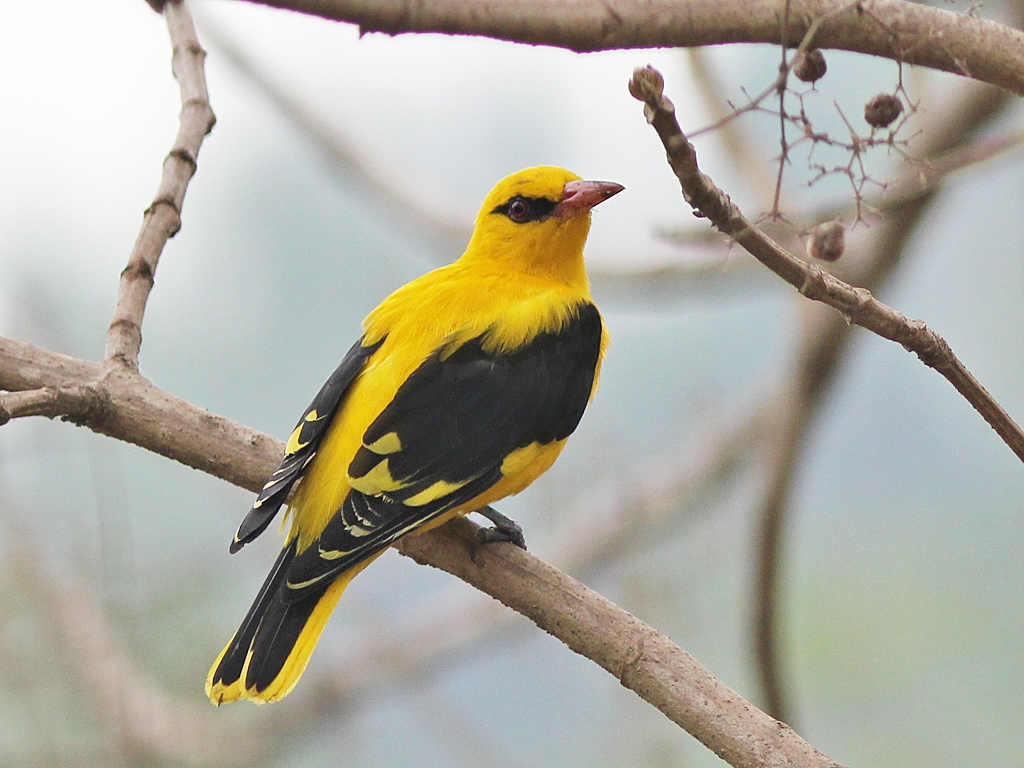
Männchen
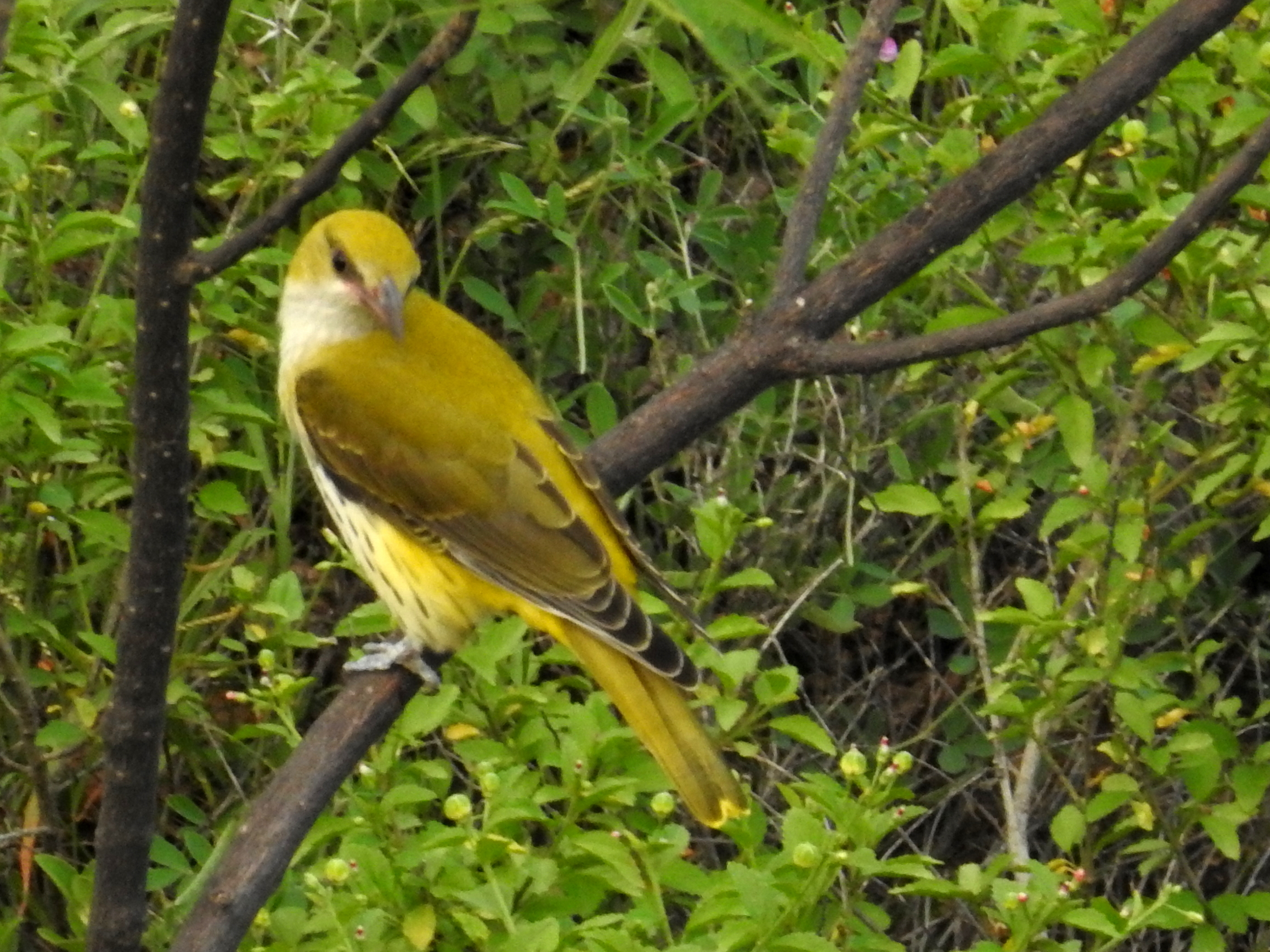
Weibchen
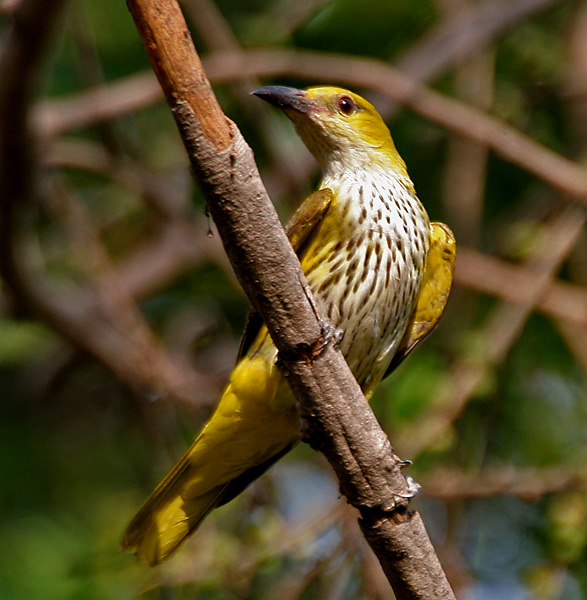
Jungvogel

## Ähnliche Arten
Vom Indienpirol unterscheidet sich der Pirol durch den am Auge endenden schwarzen Zügel. Beim Schwarznackenpirol (Oriolus chinensis) erstreckt sich ein breiter Zügel hingegen bis in den Nacken.

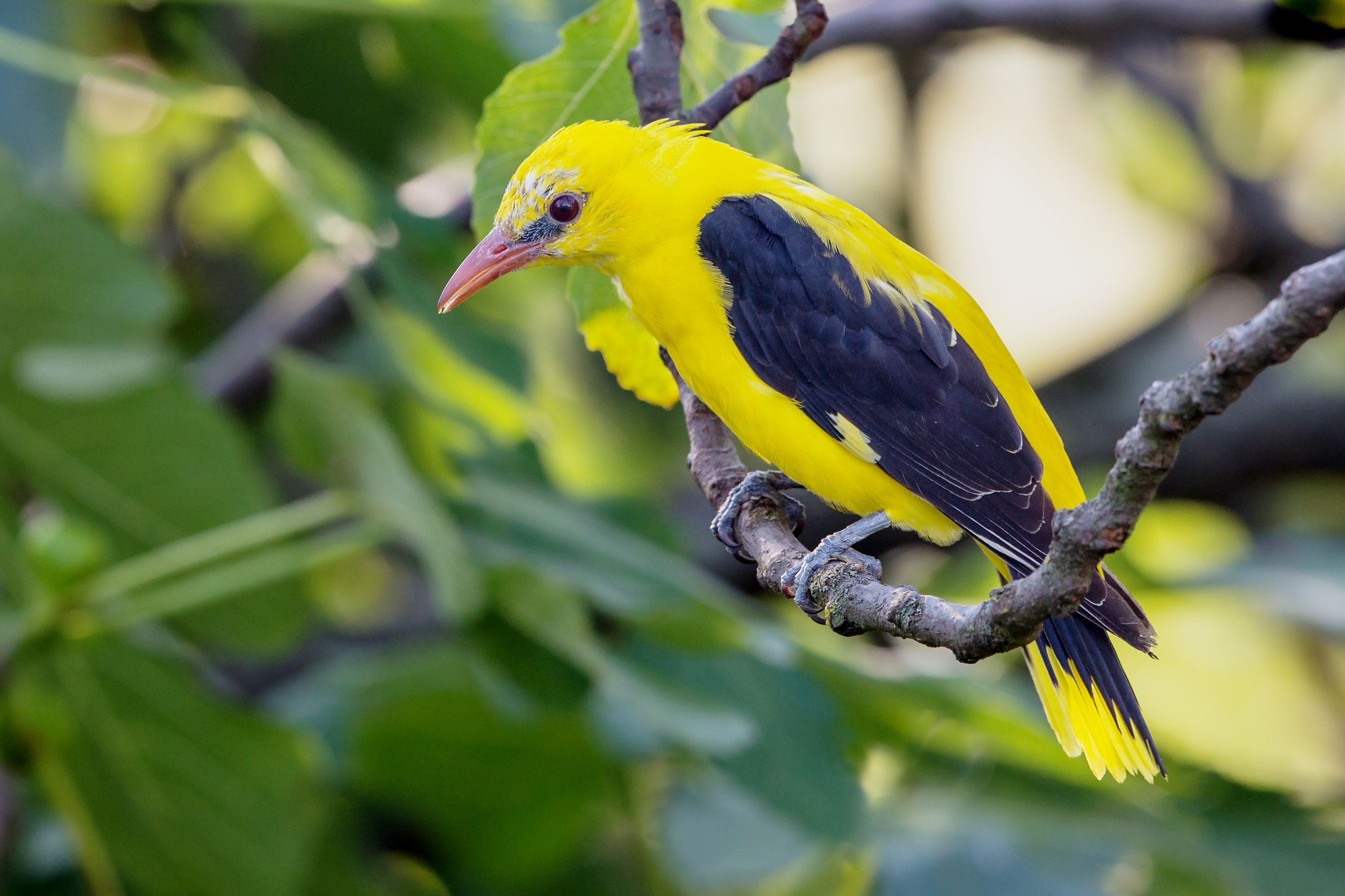
Pirol, (Zügel endet am Auge)
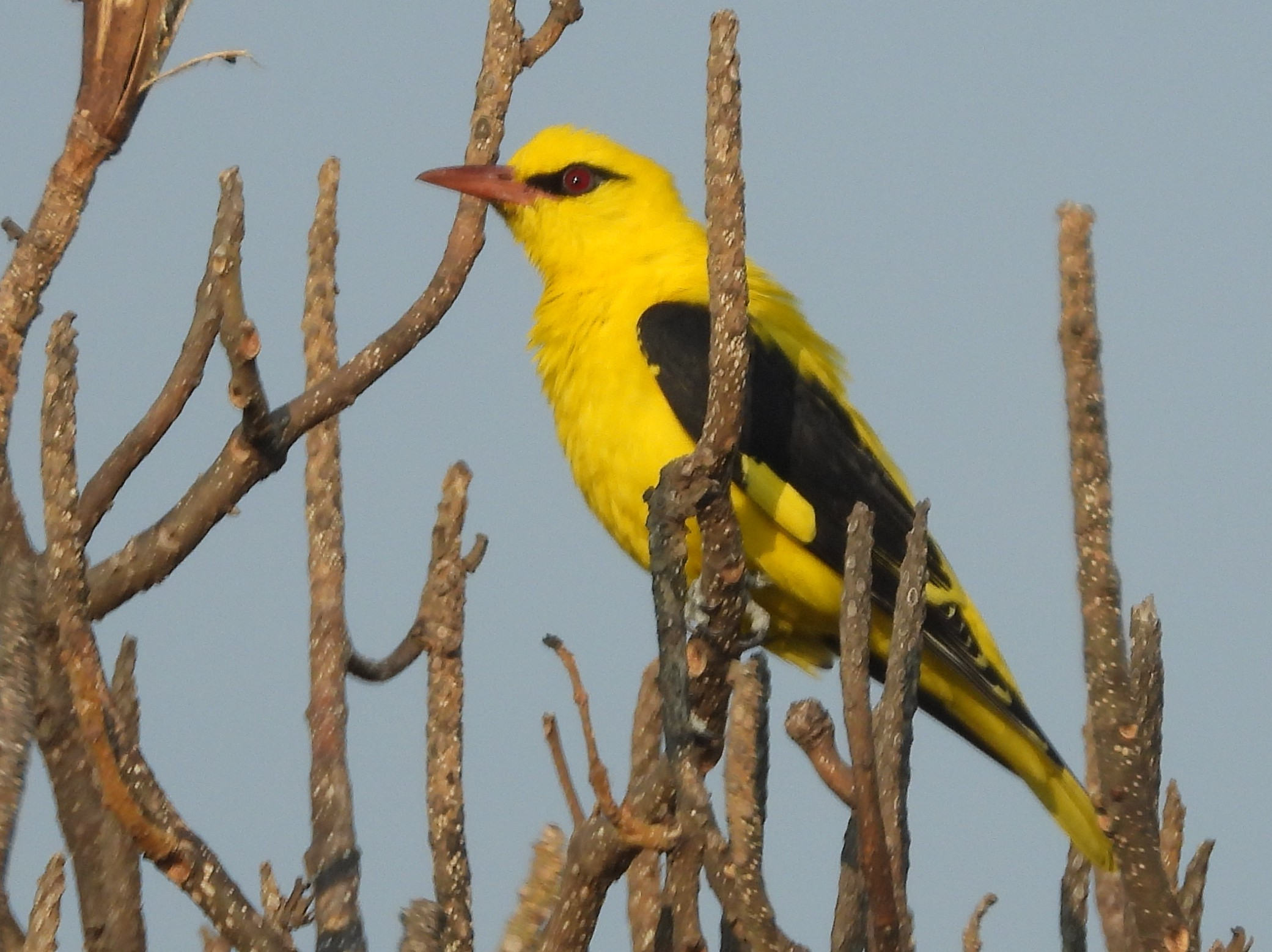
Indienpirol, (Zügel reicht leicht über das Auge hinaus)
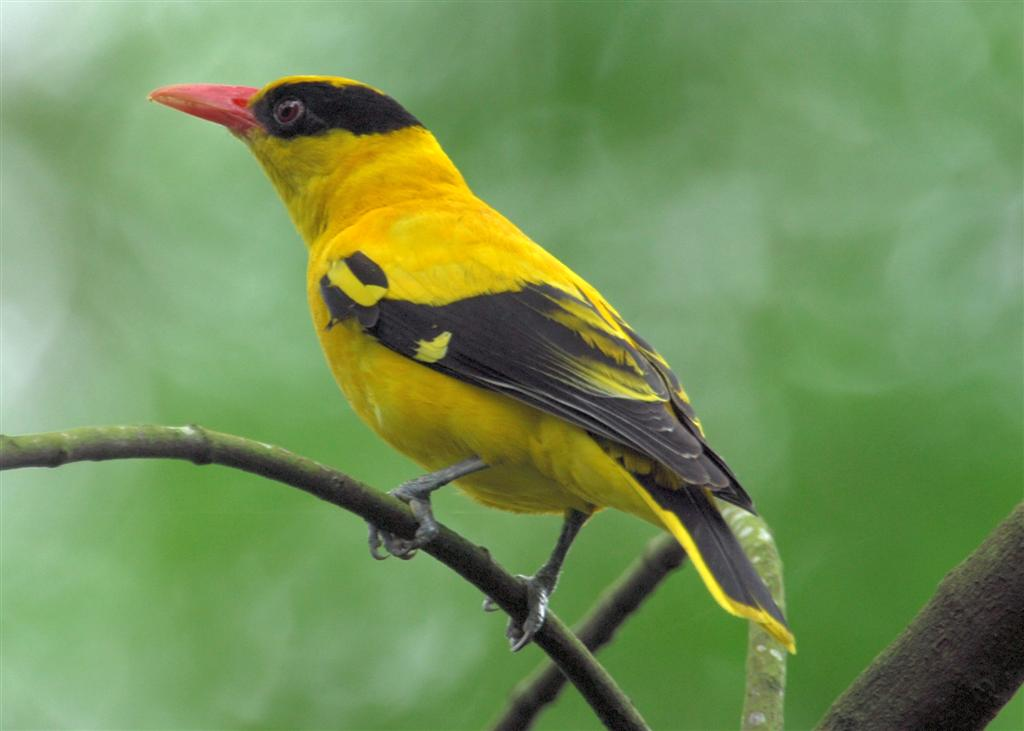
Schwarznackenpirol, (breiter Zügel reicht bis in den Nacken)

## Verbreitungsgebiet und Lebensraum
Der Indienpirol ist ständiger Bewohner (resident) in Zentralindien, entlang des Himalaja sowie im Osten Pakistans. Das Brutgebiet erstreckt sich in den Sommermonaten bis nach Afghanistan, Kasachstan, Kirgisistan, Nepal, Tadschikistan, Turkmenistan und Usbekistan. In den Wintermonaten erweitert sich das Vorkommen bis in den Süden Indiens sowie nach Sri Lanka.
Die Indienpirole kommen in offenen Wäldern, Parkanlagen und Gärten vor und bevorzugen Lebensräume mit hohen Laubbäumen, die sowohl Nistplätze als auch reichhaltige Nahrungsquellen anbieten. Sie sind sehr anpassungsfähig und bewohnen sowohl ländliche als auch in städtische Gebiete.

## Lebensweise
Indienpirole halten sich bevorzugt in Baumkronen auf, wo sie einzeln oder paarweise leben. Sie ernähren sich überwiegend von Früchten, Blütennektar und Insekten. Der melodiöse und flötenartige Gesang des Männchens erschallt oft während der Brutzeit aus dem dichten Laub von Bäumen und dient der Werbung um die Weibchen. Indienpirole sind eine monogame Art, d. h. sie bilden eine lebenslange Partnerschaft. Sobald sich ein Paar gefunden hat, beginnt es mit dem Bau eines Nests. Dieses hat eine hängende Struktur, ist aus Gras, Blättern und Pflanzenfasern gefertigt und wird meist in einer Astgabel oder an den äußeren Ästen von Laubbäumen angebracht. Ein Gelege besteht in der Regel aus zwei bis vier hellblau gefärbten mit braunen oder violetten Sprenkeln versehenen Eiern, die von beiden Elternteilen etwa zwei Wochen lang abwechselnd bebrütet werden. Zuweilen brütet auch das Weibchen alleine und wird dann vom Männchen mit Nahrung versorgt. Nach dem Schlüpfen nehmen beide Elternteile an der Fütterung und der Pflege der Küken bis zu deren Selbstständigkeit teil.

## Bestand und Gefährdung
Der Indienpirol bildet in seinen Vorkommensgebieten stabile Populationen und wird von der Weltnaturschutzorganisation IUCN auf der Roten Liste gefährdeter Arten als „least concern = nicht gefährdet“ geführt.